# ويلسون مارتينز (كاتب)
ويلسون مارتينز (بالبرتغالية: Wilson Martins‏) هو ناقد أدبي وصحفي ومؤلف وكاتب برازيلي، ولد في 3 مارس 1921 في ساو باولو في البرازيل، وتوفي في 30 يناير 2010 في كوريتيبا في البرازيل.